# Quousque tandem abutere, Catilina, patientia nostra?

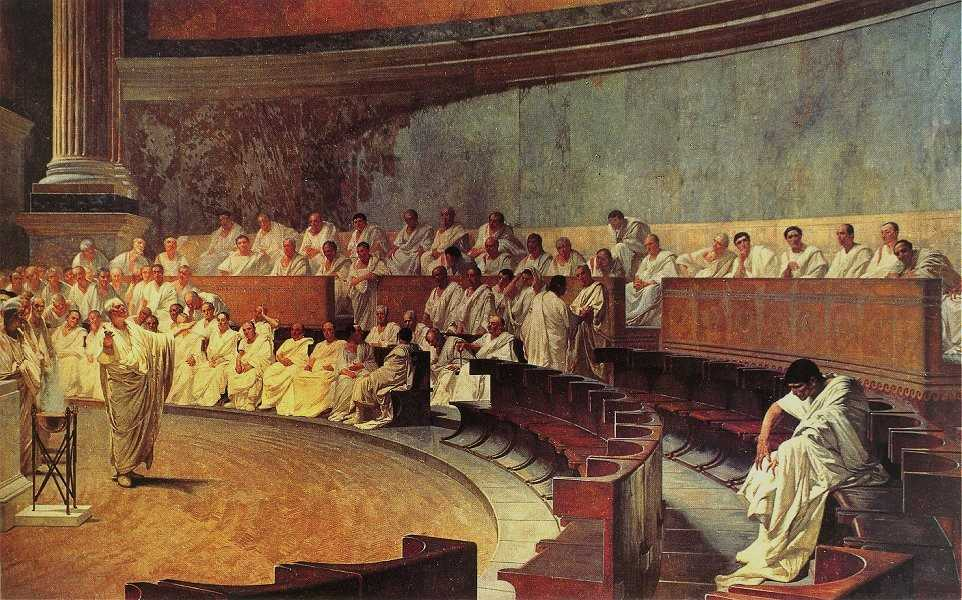
Cicero anklagar Catilina (fresk av Cesare Maccari, 1800-talet).

Det latinska talesättet Quousque tandem abutere, Catilina, patientia nostra? betyder ordagrant översatt: Hur länge ännu, Catilina, skall du missbruka vårt tålamod? (Cicero, Catilinaria 1).
Dessa ord bildar det berömda incipit – början på det första av de fyra talen mot Catilina, som hölls av Cicero i romerska senaten den 8 november 63 f. Kr.. Frasen Quousque tandem ("Hur länge ännu?") används fortfarande då och då, som retorisk figur.